# Lloyd LaBeach
Lloyd Barrington LaBeach (Panama, 28 giugno 1922 – New York, 19 febbraio 1999) è stato un velocista panamense.
Prese parte ai Giochi olimpici di Londra 1948 piazzandosi al terzo posto nei 100 e nei 200 metri piani. Alla stessa olimpiade prese parte anche il fratello, Byron LaBeach, che fu eliminato ai quarti di finale nei 100 metri piani.

## Palmarès
| Anno | Manifestazione  | Sede   | Evento    | Risultato | Prestazione | Note |
| ---- | --------------- | ------ | --------- | --------- | ----------- | ---- |
| 1948 | Giochi olimpici | Londra | 100 metri | Bronzo    | 10"6        |      |
| 1948 | Giochi olimpici | Londra | 200 metri | Bronzo    | 21"2        |      |